# كلاوس فيشر (رياضياتي)
كلاوس فيشر (بالإنجليزية: Klaus Fischer)‏ هو رياضياتي أمريكي، ولد في 12 نوفمبر 1943 في تسفيكاو في ألمانيا، وتوفي في 2 يوليو 2009.